# 인천광역시경제자유구역청
인천경제자유구역청(仁川經濟自由區域廳, Incheon Free Economic Zone Authority, IFEZA)은 인천광역시를 국제적인 경제 거점도시이자 전문 서비스업 중심지로 개발하기 위해 설립된 인천광역시청의 출장소이다. 인천광역시 조례인 인천광역시경제자유구역청 설치조례에 따라 설립되었으며, 기관장인 인천경제자유구역청장은 지방관리관이나 일반임기제공무원으로 보한다.

## 연혁
- 2003년 10월 15일: 개청
- 2013년 3월 11일: 청사를 갯벌타워에서 현 위치(I-Tower)로 이전

## 역대 청장
- 1대 이환균 (2003년 10월 15일 ~ 2008년 4월 3일)
- 2대 이헌석 (2008년 4월 4일 ~ 2010년 7월 25일)
- 3대 이종철 (2010년 7월 26일 ~ 2015년 6월)
- 4대 이영근 (2015년 8월 17일 ~ 2017년 6월 30일)
- 5대 김진용 (2017년 9월 29일 ~ 2019년 5월)
- 6대 이원재 (2019년 7월 ~ 2022년 5월 10일)
- 직무대행 성용원 (2022년 5월 11일 ~ 2022년 7월 28일)
- 직무대행 이상범 (2022년 7월 29일 ~ 2022년 9월 6일)
- 7대 김진용 (2022년 9월 7일 ~ 2023년 12월 29일)
- 직무대행 변주영 (2023년 12월 29일 ~ 2024년 2월 19일)
- 8대 윤원석 (2024년 2월 20일 ~)

## 조직
청장
- 옴부즈만

차장
| - 도시디자인단 - 중대재해관리단 - 기획조정본부 - 기획정책과 - 미디어문화과 - 운영지원과 - 스마트시티과 - 아트센터인천운영과 | - 투자유치사업본부 - 투자유치기획과 - 서비스산업유치과 - 바이오신산업과 | - 송도사업본부 - 개발계획총괄과 - 송도기반과 - 도시건축과 - 환경녹지과 | - 영종청라사업본부 - 영종청라계획과 - 영종관리과 - 청라관리과 - 용종청라기반과 |

## 같이 보기
- 인천경제자유구역
- 광양만권경제자유구역청
- 대구경북경제자유구역청
- 부산진해경제자유구역청
- 새만금군산경제자유구역청
- 황해경제자유구역청
- 충북경제자유구역청

## 내용주
1. ↑  지방이사관 또는 일반임기제공무원으로 보한다.

## 참고 문헌
1. ↑  인천광역시의회 (2015년 7월 27일). “인천광역시경제자유구역청 설치 조례”. 《국가법령정보센터》. 대한민국 법제처. 2017년 12월 22일에 확인함.
2. ↑  인천광역시청 (2015년 7월 15일). “인천광역시경제자유구역청 설치조례 시행규칙 제2조”. 《국가법령정보센터》. 대한민국 법제처. 2015년 12월 19일에 확인함.